# Заикин, Иван Васильевич (государственный деятель)
Ива́н Васи́льевич Заи́кин (1908, Михайловская, Кубанская область — XX век) — советский государственный и политический деятель, председатель Челябинского областного исполнительного комитета.

## Биография
Родился в станице Старомихайловской в 1908 году. Член ВКП(б).
С 1923 года — на общественной и политической работе. В 1923—1950 гг. — секретарь Невинномысской ячейки РКСМ, заведующий Сектором общего и технического образования крестьянской молодёжи ЦК ВЛКСМ, заведующий Сельскохозяйственным отделом Ярославского областного комитета ВКП(б), 3-й секретарь Ярославского областного комитета ВКП(б), ответственный организатор Управления кадров ЦК ВКП(б), 3-й секретарь Челябинского областного комитета ВКП(б), председатель Исполнительного комитета Челябинского областного Совета, в распоряжении ЦК ВКП(б).
Избирался депутатом Верховного Совета РСФСР 2-го созыва.